# Gregor Stähli
Gregor Stähli (Zúrich, 28 de febrero de 1968) es un deportista suizo que compitió en skeleton. 
Participó en dos Juegos Olímpicos de Invierno, Salt Lake City 2002 y Turín 2006, obteniendo en total dos medallas de bronce, ambas en la prueba masculina individual. Ganó diez medallas en el Campeonato Mundial de Skeleton entre los años 1990 y 2009, y cuatro medallas en el Campeonato Mundial de Skeleton entre los años 2003 y 2009.

## Palmarés internacional
| Juegos Olímpicos   | Juegos Olímpicos                | Juegos Olímpicos  | Juegos Olímpicos |
| Año                | Lugar                           | Medalla           | Prueba           |
| ------------------ | ------------------------------- | ----------------- | ---------------- |
| 2002               | Salt Lake City (Estados Unidos) | Medalla de bronce | Individual       |
| 2006               | Turín (Italia)                  | Medalla de bronce | Individual       |
| Campeonato Mundial |                                 |                   |                  |
| Año                | Lugar                           | Medalla           | Prueba           |
| 1990               | Königssee (RFA)                 | Medalla de bronce | Individual       |
| 1992               | Calgary (Canadá)                | Medalla de plata  | Individual       |
| 1993               | La Plagne (Francia)             | Medalla de bronce | Individual       |
| 1994               | Altenberg (Alemania)            | Medalla de oro    | Individual       |
| 2000               | Igls (Austria)                  | Medalla de plata  | Individual       |
| 2005               | Calgary (Canadá)                | Medalla de plata  | Individual       |
| 2007               | Sankt Moritz (Suiza)            | Medalla de oro    | Individual       |
| 2007               | Sankt Moritz (Suiza)            | Medalla de bronce | Equipo mixto     |
| 2009               | Lake Placid (Estados Unidos)    | Medalla de oro    | Individual       |
| 2009               | Lake Placid (Estados Unidos)    | Medalla de plata  | Equipo mixto     |
| Campeonato Europeo |                                 |                   |                  |
| Año                | Lugar                           | Medalla           | Prueba           |
| 2003               | Sankt Moritz (Suiza)            | Medalla de plata  | Individual       |
| 2004               | Altenberg (Alemania)            | Medalla de plata  | Individual       |
| 2006               | Sankt Moritz (Suiza)            | Medalla de oro    | Individual       |
| 2009               | Sankt Moritz (Suiza)            | Medalla de bronce | Individual       |